# Йероним Пражки
Йероним от Прага (на чешки: Jeroným Pražský) (* 1379 – †1416) е чешки проповедник, реформатор и последовател на Ян Хус.
За ранните му години почти няма сведения, знае се, че е обучаван в Пражкия университет и е посещавал Оксфорд, където черпи от реформаторските идеи на Джон Уиклиф. Добре образован, Йероним Пражки пътува много в опити да разпали религиозната реформа в различни градове. Посвещава живота си за изкореняване на корумпираните църковни доктрини и догми – за тази си борба често е съден и затварян. Радикалните идеи на Йероним в крайна сметка водят до обявяването му за еретик на църквата и смъртта му на кладата. Признат е за мъченик за протестантската Реформация.